# Айґестан (Гадрут)
Айґестан (вірм. Այգեստան) — село у Гадрутському районі Нагірно-Карабаської Республіки. Розташоване на південний схід від районного центру — міста Гадруту. До складу сільради Айґестану входить також сусіднє село Мелікашен.

## Пам'ятки
- Селище 15-19 ст., церква Св. Арутюна 1741 р.